# Gisi Fleischmann

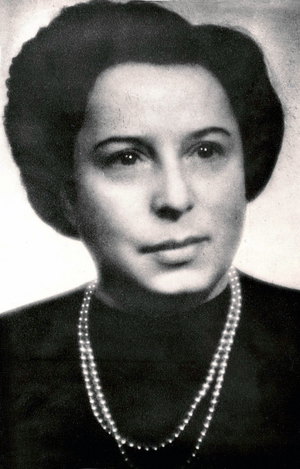
Gizela Fleischmannová

Gizela Fleischmannová, geb. Fischer, auch Gisela, (21. Januar 1892 in Bratislava (Pressburg), Österreich-Ungarn – 18. Oktober 1944 im KZ Auschwitz) war eine slowakische Frauenrechtlerin und Widerstandskämpferin gegen den Nationalsozialismus. Sie wurde bekannt unter dem Kurznamen Gisi Fleischmann.

## Leben

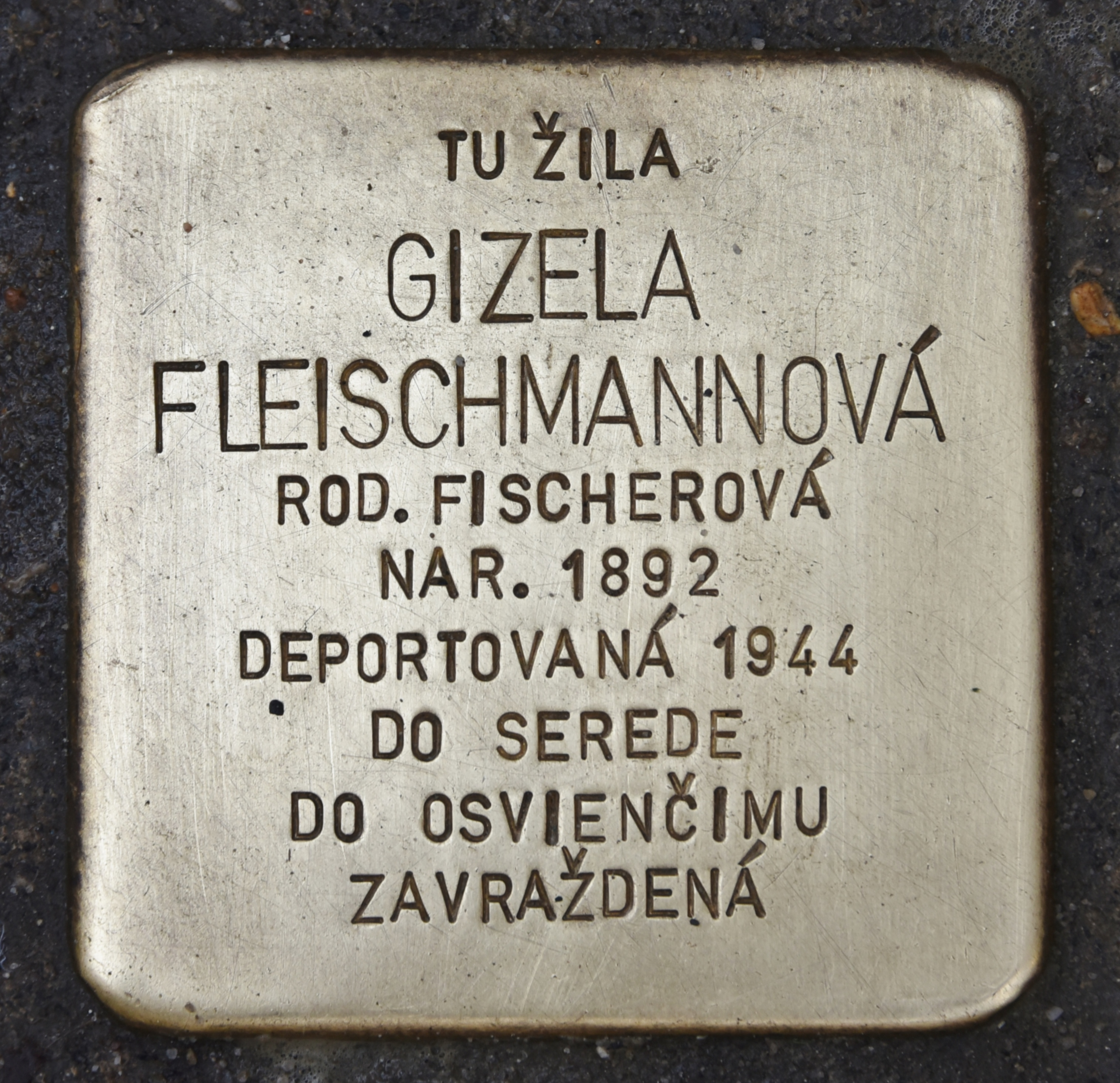
Der Stolperstein für Gizela Fleischmannová wurde am 9. August 2015 vor ihrem ehemaligen Wohnhaus in der Klariská 333/7 in Bratislava verlegt.

Gizela Fischer wuchs als das älteste von drei Kindern in einer orthodoxen jüdischen Familie auf. Ihre Eltern waren Julius Fischer (1866–1936), auch Yehuda genannt, und Jetty Elinger (1871–1945). Sie betrieben ein Hotel und ein koscheres Restaurant in Preßburg. Sie hatte zwei Brüder: Desider-David (1894–mutmaßlich 1973), der Kinderarzt wurde, und Geza, auch Gershon oder Gustav (1896–1939), der Jurist wurde.
Als junge Frau schloss sie sich der zionistischen Bewegung an. Sie heiratete 1915 den Kaufmann Josef Fleischmann (1886–1942), mit dem sie zwei Töchter hatte: Alice (1917–1996) und Judith (1920–1997). Sie wurde zu einer führenden Funktionärin der slowakischen zionistischen Frauenbewegung als Präsidentin der slowakischen Sektion der WIZO. Ab 1933 strandeten in der Tschechoslowakei Personen, die aus Deutschland wegen der rassistischen Verfolgungen geflohen waren, die aber eigentlich nach Palästina auswandern wollten. Als Mitglied des Zentralkomitees der Juden in Bratislava übernahm Gisi Fleischmann das Auswanderungsreferat der Ústredňa Židov. 1939 reiste sie nach London zu Henry Bunbery, um Möglichkeiten für die Alija zu organisieren.
Im Jahr 1941 wurde sie zur zentralen Koordinatorin in dem Netzwerk der Hechaluz von Nathan Schwalb und Saly Mayer mit dem Ziel, die slowakischen Juden vor der Deportation zu bewahren und ihnen die Flucht aus den von den Nazis kontrollierten Ländern Europas zu ermöglichen.
Nach anfänglichem Zögern und nachdem bereits 80.000 slowakische Juden in das von den Deutschen besetzte Generalgouvernement in Polen deportiert worden waren, unterstützte sie den Verhandlungsplan der Pracovná Skupina des Rabbiners Michael Dov Weissmandel, die versuchen wollten, die noch in der Slowakei verbliebenen 20.000 Juden durch Geldzahlungen vor der Deportation zu bewahren. Es gelang ihr und ihren Mitkämpfern des slowakischen Judenrats mit Unterstützung der Jewish Agency, mehrere Hundert bereits deportierter Kinder aus Polen zurückzuholen und in Sicherheit zu bringen.
Während der Razzien nach dem slowakischen Nationalaufstand wurde sie am 28. September 1944 festgenommen und zunächst ins Arbeitslager in Sereď deportiert. Weil sie sich weigerte, andere zu verraten, wurde sie im Oktober 1944 mit dem Gestapo-Vermerk „Rückkehr unerwünscht“ nach Auschwitz deportiert und dort sofort nach ihrer Ankunft ermordet.
Zitat: „Ich bleibe, um zu helfen.“